# Poeonoma
Poeonoma is een geslacht van vlinders van de familie Uilen (Noctuidae), uit de onderfamilie Amphipyrinae.

## Soorten
- P. acantha Tams & Bowden, 1953
- P. inermis Laporte, 1973
- P. nigribasis Laporte, 1974
- P. serrata (Hampson, 1910)
- P. similis Tams & Bowden, 1953